# Ronde van Nederland 1982
De 22e editie van de Ronde van Nederland ging op 23 augustus 1982 van start in Enter. Na 5 etappes werd op 28 augustus in Sittard gefinisht. De ronde werd gewonnen door Bert Oosterbosch.

## Eindklassement
Bert Oosterbosch werd winnaar van het eindklassement van de Ronde van Nederland van 1982 met een voorsprong van 16 seconden op Jan Raas. De beste Belg was Marc Sergeant met een 9e plaats.
| Rang | Renner               | Land      | Tijd       |
| ---- | -------------------- | --------- | ---------- |
| 1    | Bert Oosterbosch     | Nederland | 21u 06'06" |
| 2    | Jan Raas             | Nederland | + 0'16"    |
| 3    | Gerrie Knetemann     | Nederland | + 0'27"    |
| 4    | Adrie van der Poel   | Nederland | + 0'45"    |
| 5    | Cees Priem           | Nederland | + 0'48"    |
| 6    | Adri van Houwelingen | Nederland | + 0'49"    |
| 7    | Jan van Houwelingen  | Nederland | + 0'57"    |
| 8    | Jos Lammertink       | Nederland | + 1'16"    |
| 9    | Marc Sergeant        | België    | + 1'22"    |
| 10   | Ad Wijnands          | Nederland | + 1'28"    |

## Etappe-overzicht
| Etappe  | Van - naar                    | Km       | Etappewinnaar        |
| ------- | ----------------------------- | -------- | -------------------- |
| Proloog | Enter                         | 1,8      | Jan Raas             |
| 1       | Enter - Veendam               | 196      | Adri van Houwelingen |
| 2       | Leeuwarden - Noord-Scharwoude | 165      | Eddy Vanhaerens      |
| 3       | Langedijk - Zundert           | 225,8    | Kim Andersen         |
| 4a      | Zundert                       | 23 (ITT) | Bert Oosterbosch     |
| 4b      | Breda - Weert                 | 109      | Benny Van Brabant    |
| 5a      | Born - Sittard                | 104      | Johan van der Velde  |
| 5b      | Sittard                       | 55 (TTT) | TI-Raleigh           |

1948 · 1949 · 1950 · 1951 · 1952 · 1953 · 1954 · 1955 · 1956 · 1957 · 1958 · 1959 · 1960 · 1961 · 1962 · 1963 · 1964 · 1965 · 1966 · 1967 · 1968 · 1969 · 1970 · 1971 · 1972 · 1973 · 1974 · 1975 · 1976 · 1977 · 1978 · 1979 · 1980 · 1981 · 1982 · 1983 · 1984 · 1985 · 1986 · 1987 · 1988 · 1989 · 1990 · 1991 · 1992 · 1993 · 1994 · 1995 · 1996 · 1997 · 1998 · 1999 · 2000 · 2001 · 2002 · 2003 · 2004 · 2005 · 2006 · 2007 · 2008 · 2009 · 2010 · 2011 · 2012 · 2013 · 2014 · 2015 · 2016 · 2017 · 2018 · 2019 · 2020 · 2021 · 2022 · 2023 · 2024